# Museo civico archeologico (Bisceglie)
Il Museo Civico Archeologico "F. Saverio Majellaro" di Bisceglie si trova nell’ex monastero di Santa Croce, nel centro della città. Fondato l'11 ottobre 1973, il museo raccoglie reperti di scavi effettuati nei territori attigui, in particolare nella grotta di Santa Croce e nelle Cave Mastrodonato.
 L’esposizione si divide in tre parti, coinvolgendo il periodo che va dalla preistoria all'età romanica. Nella raccolta assumono grande rilievo punte, raschiatoi, selci, grattatoi e bulini, risalenti al paleolitico; ceramiche incise e dipinte durante il periodo del neolitico, reperti litici in selce del musteriano e diversi esempi di fauna e malacofauna, frammenti di anfore e colli di anfore di epoca romana, ritrovati nei fondali del Salsello ecc.

## Storia
Non vi sono dati precisi circa il tempo, le condizioni e i modi di rinvenimento dei reperti, ma la storia del museo è strettamente legata ai luoghi in cui essi sono stati ritrovati. In particolare, trentatré frammenti di ceramica neolitica provengono dalla Grotta Santa Croce, mentre la maggior parte di essi proviene dalla località Cave Mastrodonato e alcuni reperti litici, ossa, conchiglie ecc. dal dolmen della Chianca.
 Le numerose scoperte fatte sono il frutto delle ricerche di Francesco Saverio Majellaro, al quale è stata dedicata la struttura, e della compartecipazione del professore e studioso dell'epoca Luigi Cardini e del direttore del museo Luigi Carbonara.
Nel 1938, per la prima volta, furono messi in esposizione i reperti preistorici nei locali della scuola Araldo di Crollalanza, ma nel 1957, alla morte di Majellaro, la raccolta venne completamente disfatta.
Negli anni ’70 Luigi Carbonara riprese l’iniziativa con l’apertura del museo nei locali della biblioteca comunale, di cui era il direttore, risvegliando l'interesse verso il patrimonio culturale di Bisceglie, a cui fece seguito la ripresa degli studi sulle Grotte S. Croce. Qualche anno dopo il museo fu portato in una sede del Centro Storico della città con un nuovo e attento allestimento a cura del professor Luigi Todisco.
A detta del comune di Bisceglie, “un ampio programma di interventi per la promozione culturale, messo in atto dal Comune di Bisceglie d’intesa con la Soprintendenza Archeologica della Puglia, ha consentito la catalogazione della raccolta museale, curata dal consorzio IDRIA, ex progetto Musei civici e raccolte private in Puglia”.
 Anche l’Università degli Studi di Siena ha contribuito agli studi presso le grotte, rinvenendo nuovi e importanti reperti.
L’organizzazione definitiva dei reperti deve permettere la ricostruzione nel tempo e nello spazio della storia territoriale della città di Bisceglie, attraverso un continuo riferimento alla storia della ricerca paletnologica italiana e a nomi di archeologi e studiosi di grande importanza come Michele Gervasio e Luigi Cardini, i quali sin dal 1900, grazie alla forte sensibilità per la storia delle origini del popolamento del territorio, si interessarono della preistoria.

## Descrizione
L’esposizione museale è divisa in 6 sezioni allestite con pannelli didattici che ripercorrono nel tempo gli eventi che hanno segnato la storia archeologica locale. Una sezione è dedicata alla conformazione geologica del territorio con supporti adeguati all’elencazione e illustrazione degli elementi che testimoniano la presenza umana nella preistoria. Un’altra sezione segue il periodo dell’età dei metalli con l’esposizione delle tecniche di costruzione dei dolmen di Bisceglie e alcune peculiarità legate alla vita religiosa. La sezione dedicata all’età romana spicca per la presenza di un’urna cineraria, della stessa epoca, in ottimo stato di conservazione. Il Neolitico è il periodo con maggiori testimonianze nel museo con riferimenti anche ai riti religiosi nelle grotte che facevano le comunità neolitiche, probabilmente legate al culto dell'acqua per la presenza di una stuoia in fibre vegetali vicino al luogo in cui si raccoglieva l’acqua di stillicidio dalla volta della grotta.

## Opere

### Ceramiche neolitiche
Frammenti di ceramica neolitica impressa, incisa, graffita, dipinta e decorata in tecniche diverse, erano esposti fino all’allestimento del nuovo museo nel 1975, nella sede della biblioteca comunale “Pompeo Sarnelli”. Tali frammenti, scoperti presso le grotte di Santa Croce e nel sito archeologico di Albarosa e portati alla luce da Luigi Cardini e Luigi Carbonara, risalgono al V millennio a.C.
Per la ceramica graffita sono 43 i frammenti in argilla esposti. Le argille sono omogenee o eterogenee con scarso utilizzo di degradanti e variano nel colore dal nero-grigiastro al giallastro, al bruno-rossastro. Le forme, più pesanti nella ceramica impressa, presentano spessori soltanto sottili e medi. Le superfici, levigate o lisciate, ospitano, tra i motivi più comuni, serie di zigzag a linea singola o disposta in serie parallele, serie di rombi affiancati, triangoli con tratteggio interno e fasce a doppia linea con tratteggio interno. Piuttosto comune, per quanto riguarda le tecniche di lavorazione, quella del graffito a scalfittura.
Per la ceramica dipinta i frammenti sono 31, realizzati con argille depurate  ed omogenee tendenti al giallastro e rossastro. Gli spessori sono sottili e medi e le superfici esterne levigate o lisciate. La prevalenza di strette fasce brune e rossastre è utile per la composizione di motivi triangolari a tratteggio interno e triangoli inscritti con base sull’orlo che a volte, affiancandosi, creano un unico schema compositivo. Oltre ai frammenti vi sono resti vascolari in ceramica come fondi, anse, orli e bugne.

### Femore umano
Il reperto di maggior rilievo trovato nella grotta Santa Croce è un femore umano scoperto nel 1955, che per la sua posizione stratigrafica e una forte curvatura è attribuibile all’Homo neanderthalensis. Il fossile, interpretato come una parte del cibo di un animale predatore, è mutilo di due parti: l’estremità distale e la regione troncaterica.  Esso costituisce la prima testimonianza di osso lungo di paleantropo effettuato in Italia. Nel museo vi è un calco dell’originale che si trova attualmente all’Istituto di Paleontologia Umana di Roma.
 
La scoperta fu rilevante e il direttore tecnico dello stesso istituto nel quale è conservato oggi il reperto, professor Alberto Carlo Blanc scrisse all’archeologo Francesco Saverio Majellaro : “Caro Majellaro, il collega Cardini è stato invitato, in data 27 agosto 1956, dal Comitato Internazionale per la celebrazione del centenario della scoperta della calotta di Neanderthal a tenere una comunicazione sul rinvenimento del femore di S. Croce. Così il nome della città di Bisceglie avrà una risonanza internazionale nel convegno scientifico che avrà luogo a Düsseldorf”.

### Stuoia in fibre vegetali
Dal 1997 il museo ospita un cesto-stuoia del VI millennio a.C. ritrovato durante gli scavi dello stesso anno presso le grotte di Santa Croce. Esso è considerato il più antico manufatto ad intreccio scoperto fino a quell’anno in Italia. Le fibre si intrecciano seguendo una forma ovale. Il reperto è stato prelevato e trasferito al museo di Bisceglie solo dopo alcune operazioni di prelievo e restauro presso il laboratorio di restauro dell’Ufficio Beni Archeologici della Provincia Autonoma di Trento.

### Urna cineraria
Un’urna cineraria del I secolo a.C. in marmo bianco, donata dalla famiglia Dell’Olio e proveniente dalla chiesa di Santa Margherita, conteneva le ceneri di una coppia di liberti legati dal sacramento del matrimonio, ma è stata riutilizzata nella chiesa d’origine come acquasantiera. 

### Testa virile
Una testa virile è stata donata al museo dal proprietario Ingegner Michele Dell’Olio. Il reperto, in marmo bianco a grana fine, è alto 28 cm e largo 20,5 cm ed è stato palesemente staccato dal resto di un corpo con un taglio netto. La testa è caratterizzata da alcune macchie e incrostazioni di varie tonalità di colori scuri. Il naso è spezzato e delle orecchie è rimasta solo una piccola parte; le sopracciglia e parte della bocca sono quasi completamente erose. A causa delle pessime condizioni di conservazione della scultura è quasi impossibile individuarne le particolarità stilistiche e tecniche.
 
Il personaggio ritratto ha un viso molto allungato, gli zigomi appena pronunciati, la bocca breve, i capelli corti e la barba che diventa un tutt’uno con i baffi; lo sguardo è proteso verso lo spettatore.

Grazie ai tratti stilistici e iconografici, l’opera è facilmente databile al III secolo d.C., ma è difficile stabilirne l’ambiente e il periodo preciso di realizzazione. Tuttavia, sulla base di numerosi confronti con altri ritratti simili, si è ipotizzato che la testa virile sia di origine greca e collocabile tra il 260 e 275.

## Attività didattica
Il museo dirige anche l’attività didattica delle scuole. Dal 2001 si svolgono visite guidate organizzate sulla base dei programmi “curricolari” e, tra le tematiche trattate emergono la lavorazione della ceramica, delle selci e le tecniche utilizzate nella costruzione dei dolmen. 